# Cadine
Cadine is een plaats (frazione) in de Italiaanse gemeente Trente.